# Aristolochia vitiensis
Aristolochia vitiensis är en piprankeväxtart som beskrevs av A. C. Smith. Aristolochia vitiensis ingår i släktet piprankor, och familjen piprankeväxter. Inga underarter finns listade i Catalogue of Life.